# Procjon
Procjon (Alfa Canis Minoris, α CMi) – najjaśniejsza gwiazda w gwiazdozbiorze Małego Psa, ósma co do jasności gwiazda nocnego nieba. Jest jedną z najbliższych gwiazd, znajduje się w odległości około 11,5 roku świetlnego od Słońca.

## Nazwa
Nazwa tej gwiazdy, Procjon, wywodzi się od stgr. Προκύων Prokyon („przed psem”) i wyraża fakt, że Procjon wschodzi nieco wcześniej niż gwiazda Syriusz w pobliskim gwiazdozbiorze Wielkiego Psa. Łacińskim odpowiednikiem jest Antecanis. Almagest z 1515 roku zawiera opis: Antecedens Canis et est Alsehere Ascemie Algameisa, w którym występują aż trzy określenia tej gwiazdy wywodzące się z języka arabskiego. Arabowie znali Procjona jako ‏الشعرى الشامية‎ Al Shiʽrā al Shāmiyyah, „jasną gwiazdę Syrii”, prawdopodobnie dlatego, że znikała z ich pola widzenia zachodząc nad tym krajem. Trzecia forma (Algameisa, Algomeiza) wywodzi się od ‏الغميصاء‎ al-ghumaisa’, „płacząca”. Międzynarodowa Unia Astronomiczna w 2016 roku formalnie zatwierdziła użycie nazwy Procjon dla określenia tej gwiazdy.

## Charakterystyka obserwacyjna

Położenie Procjona w gwiazdozbiorze Małego Psa

Procjon jest jedną z gwiazd tzw. trójkąta zimowego, który oprócz niego tworzą Syriusz z Wielkiego Psa i Betelgeza z Oriona.
Podobnie jak Syriusz, Procjon jest gwiazdą podwójną. Już w 1844 roku Friedrich Wilhelm Bessel postulował, że Procjon posiada towarzysza, na podstawie wahań ruchu gwiazdy wywołanych jego grawitacyjnym wpływem. W 1862 r. Arthur Auwers obliczył jego elementy orbitalne, jednak dopiero w 1896 roku istnienie towarzysza zostało potwierdzone obserwacjami wykonanymi w Obserwatorium Licka należącym do Uniwersytetu Kalifornijskiego. Wiązało się to z bardzo małą jasnością towarzysza, który należał do pierwszych znanych białych karłów.
Leżąca w tym samym gwiazdozbiorze Gwiazda Luytena jest gwiazdą najbliższą Procjona, odległą zaledwie o 1,2 roku świetlnego.

## Charakterystyka systemu

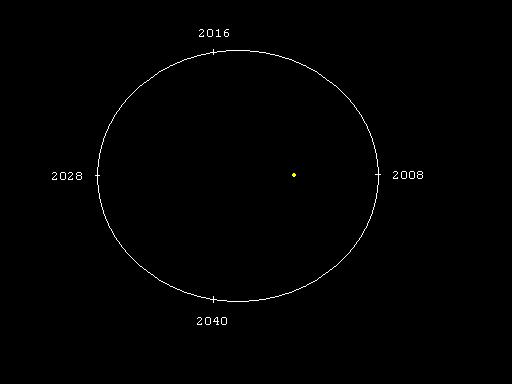
Orbita składnika B względem składnika A

### Alfa Canis Minoris A
Widoczny gołym okiem Procjon (Alfa Canis Minoris A) to podolbrzym (lub jeszcze gwiazda ciągu głównego) o żółtobiałym zabarwieniu, należący do typu widmowego F5. Ma temperaturę 6530 K, wyższą niż Słońce i emituje około 7 razy więcej promieniowania. Podobnie jak w przypadku Słońca, wokół gwiazdy rozpościera się korona (zewnętrzna atmosfera) o temperaturze 1,6 mln K.
W roku 1990 okryto, że fotosfera gwiazdy wykonuje niewielkie oscylacje. To odkrycie pozwoliło określić wiek Procjona. Jest to relatywnie młoda gwiazda, jej wiek ocenia się na 1,7 mld lat, jest więc trzykrotnie młodsza niż Słońce. Astronomowie wyznaczyli też jego masę, która decyduje o tempie ewolucji. Masa Procjona jest znana z dużą dokładnością dzięki podwójności Procjona. Kiedy dwa obiekty okrążają się wzajemnie pod wpływem siły grawitacji, to – znając okres obiegu – można wyznaczyć ich względne masy. Masa Procjona A to 1,42 M☉.

### Alfa Canis Minoris B
Towarzyszem Procjona jest biały karzeł, obiegający go w ciągu 40,8 roku. Jego masa stanowi 0,6 masy Słońca, a średnica jest równa 1,35 średnicy Ziemi, 100 razy mniejsza od średnicy Słońca. Aby stać się białym karłem szybciej niż jego towarzysz, Alfa Canis Minoris B w przeszłości musiała być gwiazdą o większej masie (około 2,1 M☉) i jaśniejszą niż Procjon. Po przekształceniu w olbrzyma, gwiazda ta utraciła około 75% materii przez intensywny wiatr gwiazdowy.
Gwiazdy okrążają wspólny środek masy w ciągu 40,8 roku, odległość między nimi zmienia się od 8,9 do 21,0 au.
Procjon ma również kilku optycznych towarzyszy (oznaczonych literami C–H), gwiazdy widoczne w niewielkiej odległości kątowej, lecz niezwiązane z nim. W układzie nie znaleziono także brązowych karłów ani planet o dużej masie.

## Znaczenie kulturowe
Z Procjonem wiąże się sporo legend w różnych wariantach. Niektórzy autorzy widzą w nim psa ze sfory Oriona, towarzyszącego razem z Syriuszem swojemu panu na niebie. Inne legendy nie wykluczają możliwości, że Mały Pies jest jednym z psów samej bogini łowów, płodności i Księżyca – Artemidy. Według innych mitów, jest to pies z orszaku łowieckiego Akteona, syna Autonoe, córki króla Teb. Ten zapalony myśliwy trafił pewnego razu do jaskini, w której kąpała się Artemida. Za to, że ujrzał ją nagą, Artemida przemieniła Akteona w jelenia i zaszczuła własnymi psami na śmierć. Starożytnym Egipcjanom gwiazdozbiór przypominał boga umarłych Anubisa, którego przedstawiano w postaci człowieka z głową szakala, natomiast Rzymianom i (przypuszczalnie) Arabom – szczenię.
Procjon znajduje się na fladze Brazylii; jest on symbolem stanu Amazonas.